# Victor Marie d'Estrées
Victor Marie d'Estrées (Parigi, 30 novembre 1660 – Parigi, 27 dicembre 1737) è stato un ammiraglio francese.

## Biografia
Figlio del Maresciallo Jean II d'Estrées (1624-1707), Victor Marie iniziò la sua carriera militare nella fanteria nel 1676, ma l'anno successivo si trasferì in marina.
Nella Guerra d'Olanda (1672-1678), egli ottenne il comando di una nave nella Battaglia di Tobago (3 marzo 1677) e combatté successivamente nel Mediterraneo.
All'inizio della Guerra della Grande Alleanza, egli fu volontario nell'esercito e venne ferito durante l'assedio di Filisburgo del 1688. Nel 1690 ottenne il comando di 20 navi nella Battaglia di Beachy Head. Successivamente, sotto il comando diretto di Luigi XIV di Francia, egli prese l'incarico di comando della flotta che supportò le azioni di Luigi Giuseppe di Borbone-Vendôme nella conquista di Barcellona del 1697.
Nel 1698, egli sposò Lucie Félicité de Noailles (n. 1683), figlia del maresciallo Anne-Jules de Noailles, ma la coppia non ebbe figli.
All'inizio della Guerra di successione spagnola, egli ottenne l'incarico da parte di Filippo V di Spagna (nipote di Luigi XIV) di recarsi a Napoli per reclamare quel trono in suo nome.
Il successo di questa missione gli fece ottenere il titolo di Grande di Spagna e ricevette quello di Maresciallo di Francia nel 1703 oltre al cavalierato dell'Ordine dello Spirito Santo nel 1705.
Nel 1704 Victor Marie d'Estrées venne nominato mentore di Luigi Alessandro di Borbone-Francia, conte di Tolosa, figlio illegittimo di Luigi XIV e ammiraglio di Francia. Assieme i due combatterono nella Battaglia di Vélez-Málaga (24 agosto 1704).
Durante la reggenza di Filippo II di Borbone-Orléans, egli fu membro del consiglio e ministro, ma non ebbe potere politico.
Dopo la morte del padre egli ereditò il titolo di Viceré dei Possedimenti Americani spagnoli e ricevette l'Isola di Saint Lucia come appannaggio privato, costruendo in breve tempo un'enorme fortuna che investì nell'acquisto di opere d'arte e libri, accumulandoli poi nelle sue case di Parigi e nei suoi palazzi francesi.
Nel 1715 divenne membro dell'Académie française occupandone il 9° seggio e nel 1723 venne nominato duca d'Estrées e Pari di Francia dopo la moirte di suo zio.
Morì nel 1737 ed in suo onore, tempo dopo, l'incrociatore Destrées prese il suo nome.

## Stemma
| Stemma | Nome e blasonatura |
| \| \|  | Victor Marie d'Estrées (1660-1737), conte poi duca d'Estrées e pari di Francia, conte di Coeuvres e signore di Tourpes, Maresciallo di Francia e Vice-ammiraglio di Francia, cavaliere dell'Ordine dello Spirito Santo Inquartato : 1 e 4, d'Estrées; 2 e 3, de La Cauchie. |
|        | |